# Budów
Budów (błędnie Budowo) – część miasta Złocieniec, osiedle wojskowe, tzw. dawny garnizon leśny,
Dawna wieś włączona do miasta.
Znajduje się we wschodnim obszarze miasta, ok. 2 km od centrum, nad rzeką Drawą, w pobliżu jezior Krosino i Wilczkowo. 
Osiedle Budów zamieszkiwane jest głównie przez żołnierzy i pracowników cywilnych 2 Brygady Zmechanizowanej z pobliskich koszarach. Osiedle składa się z 12 bloków mieszkalnych, klubu garnizonowego, przedszkola, internatu garnizonowego, kościoła garnizonowego (ppłk ks. Sławomir Pałka) i szkół (Szkoły Podstawowej nr 3).    
W latach 1936–44 znajdował się tu Ordensburg Krossinsee – szkoła kształcąca przyszłych pracowników i funkcjonariuszy NSDAP.
Nazwę Budów wprowadzono urzędowo w 1949 roku, zastępując poprzednią niemiecką nazwę Büddow.